# ریورساید، شهرستان کلمبیا، اورگن
ریورساید (به انگلیسی: Riverside) یک منطقهٔ مسکونی در ایالات متحده آمریکا است که در شهرستان کلمبیا، اورگن واقع شده‌است. ریورساید ۱۱۰٫۹۵ متر بالاتر از سطح دریا واقع شده‌است.